# Torneo de Guangzhou 2023
El Guangzhou Open 2023 fue un torneo de tenis profesional que se jugó en canchas duras. Fue la 17ª edición del torneo, perteneció a la WTA Tour 2023 en la categoría WTA 250. Se está llevando a cabo en Guangzhou, China, el 18 a 24 de septiembre de 2023.

## Distribución de puntos
| Modalidad           | Campeona | Finalista | Semifinales | Cuartos de final | 2.ª ronda | 1.ª ronda | Clasificadas | 2.ª ronda de clasificación | 1.ª ronda de clasificación |
| Individual femenino | 280      | 180       | 110         | 60               | 30        | 1         | 18           | 12                         | 1                          |
| Dobles femenino     | 280      | 180       | 110         | 60               | 1         | -         | -            | -                          | -                          |

## Cabeza de serie

### Individual femenino
| Tenista           | Ranking | Preclasificada |
| Magda Linette     | 24      | 1              |
| Lin Zhu           | 35      | 2              |
| Tatjana Maria     | 48      | 3              |
| Lucia Bronzetti   | 60      | 4              |
| Rebeka Masarova   | 65      | 5              |
| Linda Fruhvirtová | 68      | 6              |
| Greet Minnen      | 69      | 7              |
| Claire Liu        | 70      | 8              |

- Ranking del 11 de septiembre de 2023.

### Dobles femenino
| Tenista                          | Ranking | Preclasificada |
| Sabrina Santamaria Yana Sizikova | 118     | 1              |
| Eri Hozumi Makoto Ninomiya       | 139     | 2              |
| Anastasia Dețiuc Katarzyna Piter | 152     | 3              |
| Magda Linette Moyuka Uchijima    | 194     | 4              |

## Campeonas

### Individual Femenino
' Xiyu Wang venció a  Magda Linette por 6-0, 6-2

### Dobles Femenino
Hanyu Guo  /  Xinyu Jiang vencieron a  Eri Hozumi  /  Makoto Ninomiya por 6-3, 7-6(4)